# Obo d'amore
Oboe d'amore er mezzosopranen i obofamilien. Den er stemt i a, altså en lille terts lavere end oboen. Den har en rundere klangfarve end oboen, men ikke så rund som engelskhornet. Instrumentet blev hovedsageligt brugt i barokken, og da specielt af Johann Sebastian Bach og Georg Philipp Telemann. I moderne symfoniorkestre er det sjældent i brug, nogle undtagelser er Sinfonia domestica af Richard Strauss og Ravels Boléro.
Fra det tidlige 1700-tal er obo d'amore altinstrumentet, den almindelige obo er sopraninstrumentet, mens oboe da caccia (taille de Hautbois), som blev videreudviklet til engelskhorn, er tenoren i instrumentfamilien.